# Han Gum-Shil
Han Gum-Shil, född den 24 januari 1968, är en sydkoreansk landhockeyspelare.
Hon tog OS-silver i damernas landhockeyturnering i samband med de olympiska landhockeytävlingarna 1988 i Seoul.